# 条纹乌木

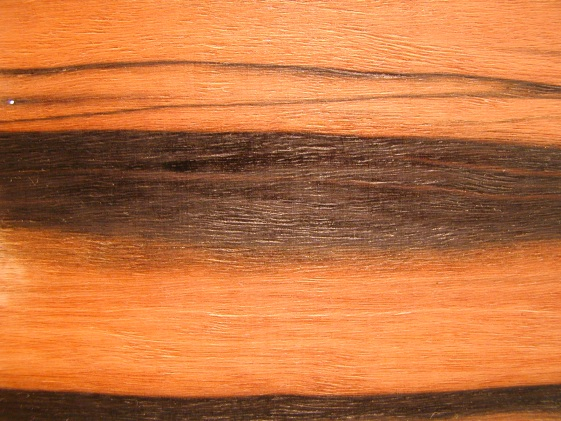
条纹乌木

条纹乌木（英語：striped/variegated/streaked ebony）是柿属某些树种的心材，与乌木近似，但乌木全黑色，而条纹乌木有黄黑相间的条纹。

## 种类
- 苏拉威西乌木（英语：Diospyros celebica）
- 菲律宾产条纹乌木，例如：[1][2]
  - 异色柿：通称菲律宾乌木
  - 毛药柿（英语：Diospyros pilosanthera）（异名：[3]）：通称毛药乌木
  - ：通称蓬塞乌木
  - 菲律宾柿